# Кругликов, Иван Сергеевич
Иван Сергеевич Кругликов (16 августа 1996, Кохтла-Ярве, Эстония) — эстонский и российский хоккеист, защитник.

## Биография
Воспитанник уфимского "Салавата Юлаева". На молодежном уровне играл за "Атлантов" и МХК "Спартак". Провел два сезона в ВХЛ в командах "Химик" (Воскресенск) и ЦСК ВВС.
С 2019 года играет в Казахстанской хоккейной лиге за "Темиртау".

## Сборная
Иван Кругликов родился на территории Эстонии и имеет право выступать за эту прибалтийскую сборную. Впервые в ее состав он был вызван в ноябре 2019 года. Защитник вошел в заявку национальной команды на ежегодный Кубок Балтики.